# Kazernes van Breda

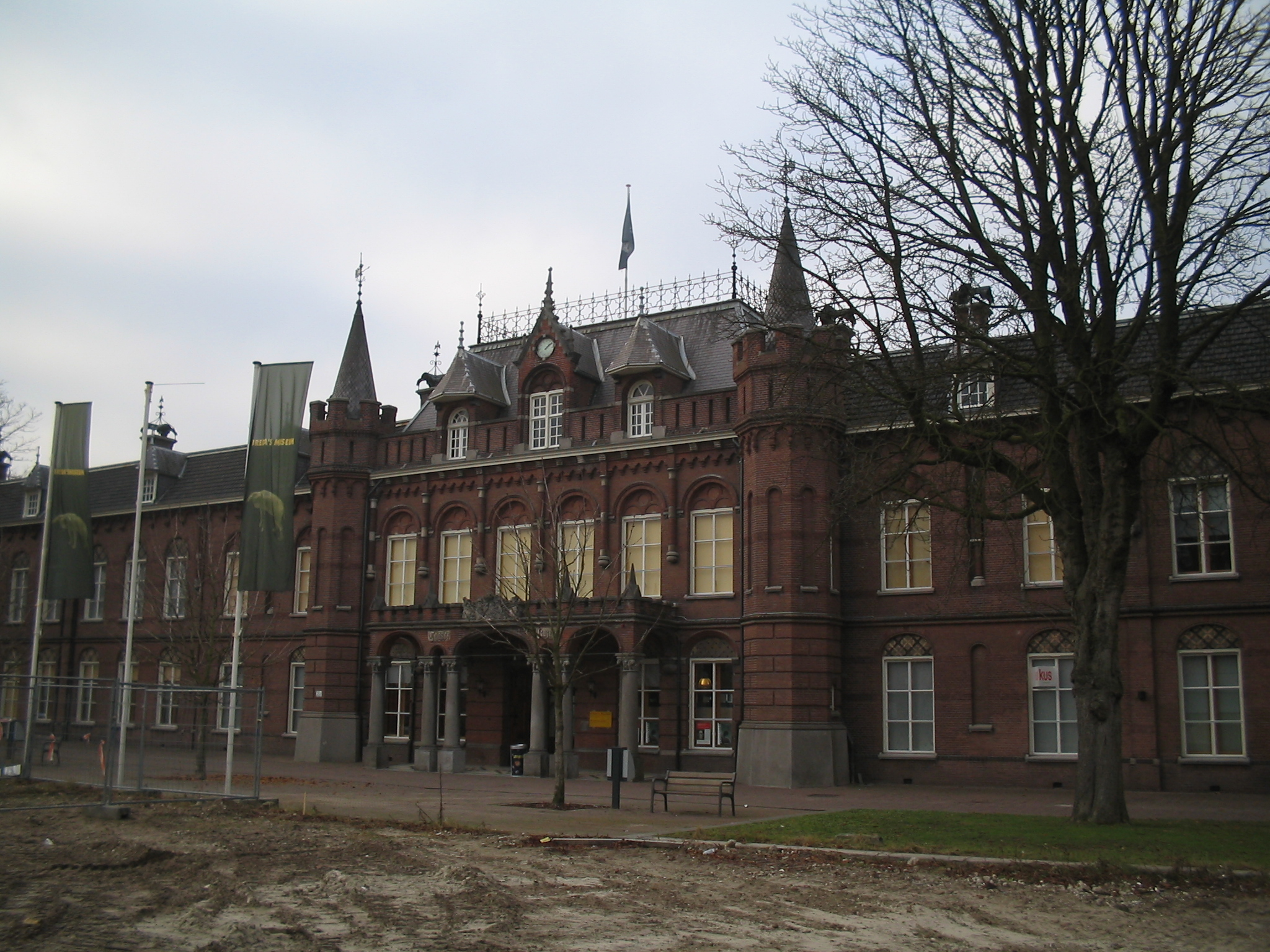
Chassékazerne

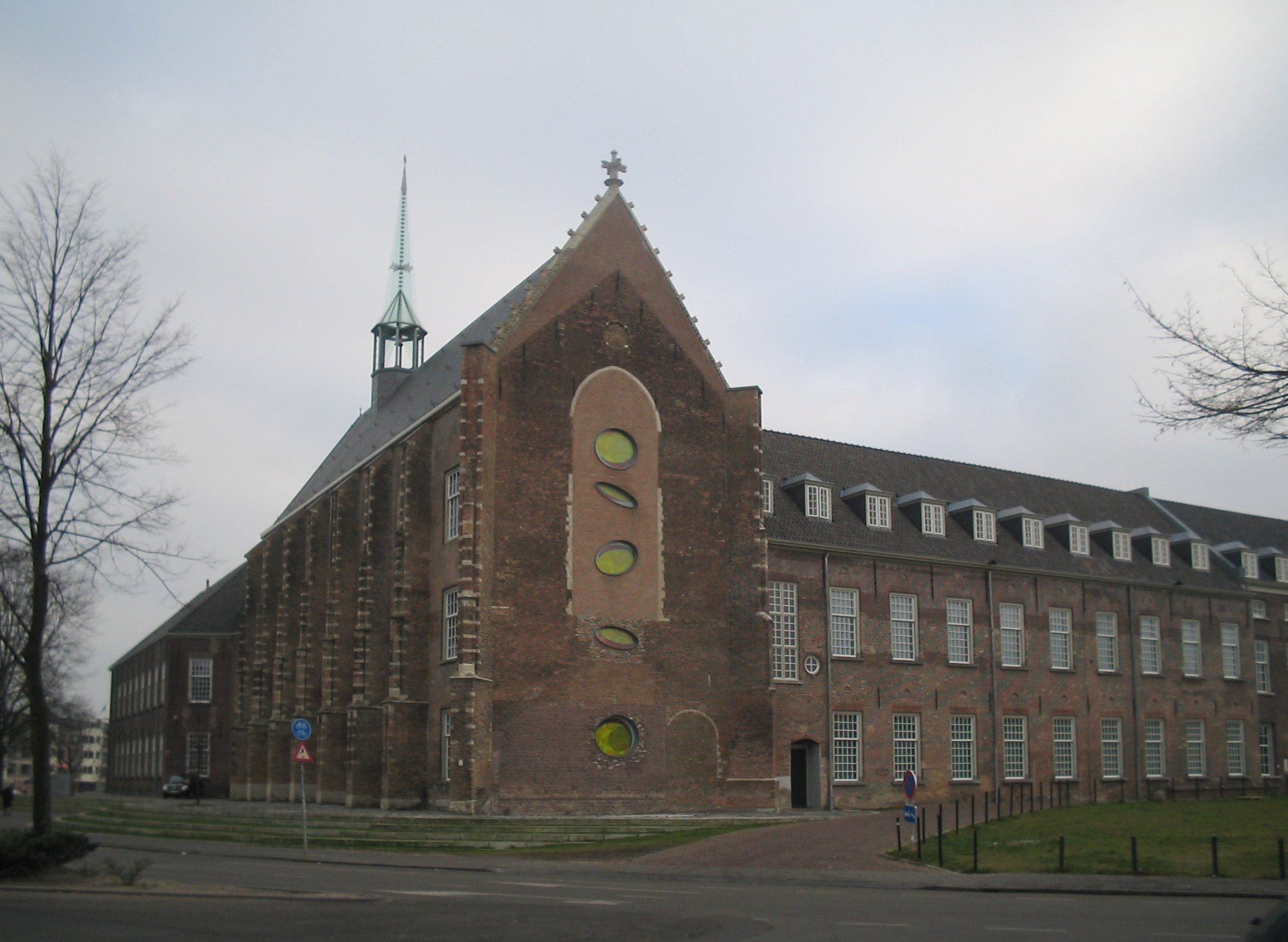
Voorzijde Kloosterkazerne met kloosterkerk

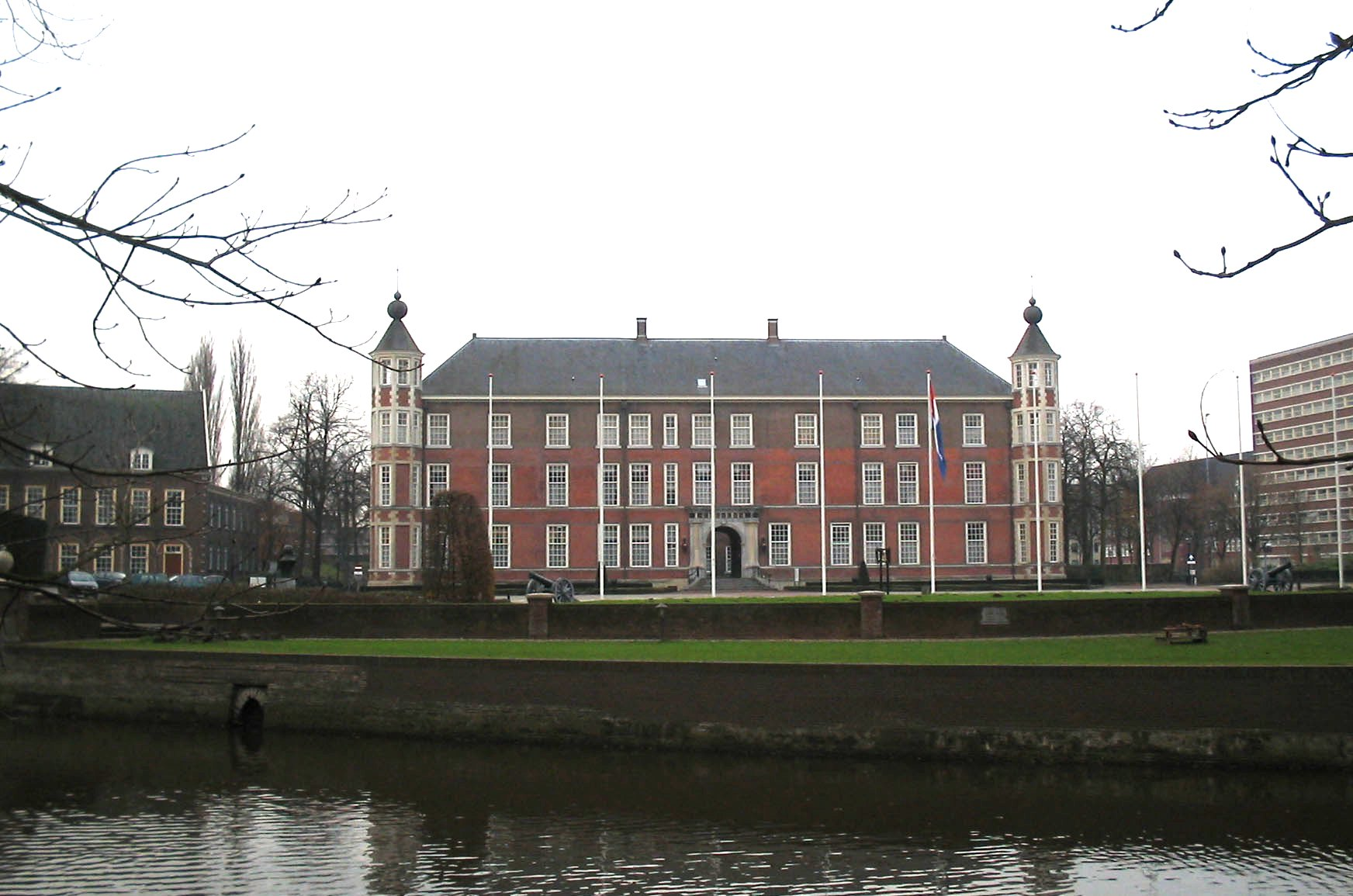
Kasteel van Breda

Zes Kazernes waren er in Breda gevestigd.
Breda is van oudsher een militaire stad geweest. De kazernes waren:
- Seeligkazerne
- Trip van Zoutlandt Kazerne
- Chassékazerne
- Kloosterkazerne
- Marechaussee Kazerne Breda
- Kasteel van Breda

De Trip van Zoutlandt Kazerne is nog steeds als zodanig in gebruik. De Seelig-, Chassé- en Kloosterkazerne hebben een andere functie gekregen maar het bouwwerk bestaat nog steeds. De Koninklijke Militaire Academie (KMA) is nog steeds gevestigd in het Kasteel van Breda in Breda Centrum.